# Савинское городское поселение (Ивановская область)
Са́винское городско́е поселе́ние — муниципальное образование в составе Савинского района Ивановской области.
Административный центр — посёлок городского типа Савино.

## История
Савинское городское поселение образовано 11 января 2005 года в соответствии с Законом Ивановской области № 4-ОЗ.

## Население
| 2002  | 2010  | 2011  | 2012  | 2013  | 2014  | 2015  |
| ----- | ----- | ----- | ----- | ----- | ----- | ----- |
| 6349  | ↘5507 | ↘5504 | ↘5430 | ↘5296 | ↘5240 | ↘5193 |
| 2016  | 2017  | 2018  | 2019  | 2020  | 2021  |       |
| ↘5149 | ↘5050 | ↘5009 | ↘4882 | ↘4843 | ↘4722 |       |

## Состав городского поселения
| № | Населённый пункт | Тип населённого пункта      | Население |
| - | ---------------- | --------------------------- | --------- |
| 1 | Савино           | пгт, административный центр | ↘4722     |